# 鄧琛
鄧琛（1447年—？），字貢甫，廣東廣州府東莞縣人，竈籍，明朝政治人物。

## 生平
成化十六年（1480年）庚子科廣東鄉試第七十五名舉人。成化二十三年（1487年）中式丁未科會試第九十一名，二甲第三十九名進士。歷官南京户部郎中，弘治間任廣西桂林府知府。

## 家族
曾祖鄧國錡；祖父鄧組，知縣；父鄧惠，母張氏。